# Yñigo
Ýñigo es un apellido patronímico antiguo. Deriva del nombre íbero o protovasco Enneco. Los portadores de este patronímico, originalmente, antes del siglo VIII se asentaban entre Zaragoza, Pamplona y la Sierra de Cameros, siendo vasallos del Conde Casio. Con el advenimiento de Íñigo Arista (este rey procedía de la Casa noble de los Ennecos, oriundos del País Vasco) como rey de Pamplona este nombre se populariza en el País Vasco y Navarra confundiéndose con la onomástica vasca. Posteriormente tiene ramificaciones en todo el mundo hispano.

## Orígenes
Linaje de origen vasco-navarro, radicado tanto en Navarra, como en Guipúzcoa, Álava y Vizcaya. En esta última provincia tuvo casas en Las Encartaciones, concretamente en Zalla y Arcentales. En Guipúzcoa las tuvieron en Irún.
En Navarra también radicaron linajes de este apellido, con casas en Sangüesa y Tudela.

## Conflictos
La confusión nace con el cambio producido y por la cantidad de variaciones en el apellido, prueba de ello son los siguientes: Aquellos nombres de Enneco o Eneko con el tiempo cambiarían a Einygo, Endecho, Endego, Énec, Éneco, Eneg, Énego, Enegot, Éneq, Enyego, Enyeguez, Enyégues, Ennego, Ennygo, Eynigo, Henego, Henneco, Ínego, Inigo, Innago, Íñigo, Íñiguez, Íñiquiz, Migo, Ñiguez, Yeniego, Yenigo, Yeniguez, Ynigo, Ynyéguez, Ýñigo, Yñigo, Yñiguez e Yñiquiz. La enorme variedad en el apellido se debe a razones fonéticas por el continuo desplazamiento de la gente, a la falta de alfabetización, y otras desconocidas.
Tenemos que tener en cuenta que es tanto un nombre como un apellido. Difundido en todo el mundo hispano y de otra índole.
| Siglo I a. C. | Siglo VIII a. C. | Siglo IX | Siglo X     | Siglo XI     | Siglo XII    | Siglo XIII   | Siglo XIV    | Siglo XV   | Siglo XVI |
| ------------- | ---------------- | -------- | ----------- | ------------ | ------------ | ------------ | ------------ | ---------- | --------- |
| Enneges       |                  |          |             |              |              |              |              |            |           |
|               | Enneco           | Enneco   | Enneco      | Enneco       | Enneco       | Enneco       |              |            |           |
|               |                  | Eneco    | Eneco       | Eneco        | Eneco        | Eneco        | Eneco        | Eneco      | Eneco     |
|               |                  |          | Ennecho 968 |              | Enecho       | Enechot 1211 | Ennecot 1330 |            | Enecot    |
|               |                  |          | Enecco 959  |              | Enneko       |              |              |            |           |
|               |                  |          |             | Eneko 1062   | Enecone 1187 | Ennecus 1277 |              |            |           |
|               |                  |          |             |              | Enequo       | Enequo       | Enequo       |            |           |
|               |                  |          |             |              |              |              | Nequo 1366   |            |           |
|               |                  |          |             |              | Enego        | Enego        |              |            |           |
|               |                  |          |             |              |              | Ennego       | Eynnego 1330 |            |           |
|               |                  |          |             | Onneko 1067  |              |              |              |            |           |
|               |                  |          |             | Genneko 1072 |              |              |              |            |           |
|               |                  |          |             | Genneco 1080 |              |              |              |            |           |
|               |                  |          |             | Jenneco      |              |              |              |            |           |
|               |                  |          |             | Jenneko 1079 |              | Jenego       |              |            |           |
|               |                  |          |             |              |              | Yenego       | Yenego       |            |           |
|               |                  |          |             |              |              |              | Yennego      |            |           |
|               |                  |          |             |              |              |              | Yeneguo      |            |           |
|               |                  |          |             |              |              |              | Yniego 1312  | Ynigo 1475 |           |
|               |                  |          |             |              |              |              | Hyniego 1351 |            |           |
|               |                  |          |             |              |              |              | Ynego 1330   |            |           |
|               |                  |          |             |              |              |              | Yenigo 1366  |            |           |
|               |                  |          |             |              |              | Ienego       | Ienego       |            |           |
|               |                  |          |             |              |              | Iennego 1286 |              |            |           |
|               |                  |          |             |              |              | Ieneqo 1290  |              |            |           |
|               |                  |          |             | Íñigo        | Íñigo        | Íñigo        | Íñigo        | Íñigo      | Íñigo     |

## Escudos de Armas
|  | El escudo Ýñigo está blasonado así: Cuartelado: 1.º y 4.º, en campo de plata, una cruz floreteada, de sable; 2.º y 3.º, en campo de azur, una flor de lis de oro. Bordura general de gules, con ocho sotueres de oro Linajes de Zalla y Arcentales (ambas en Vizcaya), y Álava. |

|  | El escudo Ýñigo está blasonado así: Cuartelado: 1.º y 4.º, en campo de oro, una cruz floreteada, de gules, y 2.º y 3.º, en campo de plata, dos lobos de sable, lampasados de gules, andantes y puestos en palo. Linaje de Irún. |

|  | El escudo Ýñigo está blasonado así: Cuartelado: 1.º y 4.º, en campo de plata, una flor de lis de sable; 2.º y 3.º, en campo de azur, una cruz flordelisada, de oro. Bordura general de gules, cargada con ocho sotueres de oro. Linajes de Tucumán y Salta, Argentina. |

| "Vincit qui patitur". | El escudo Ýñigo-Genio está blasonado así: En campo de oro, seis flores de lis puestas en orla, cinco de ellas de gules, y la del jefe de azur. Linaje de Salta, Argentina. |

|  | El escudo Ýñigo está blasonado así: Partido: 1.º, en campo de gules, una ala de oro, y 2.º, en campo de plata, tres flores de lis, de azur, bien ordenadas. Linaje de Palencia, España. |

|  | El escudo Ýñigo está blasonado así: En campo de oro, un árbol de sinople y un león de gules empinado al tronco. |

|  | El escudo Ýñigo está blasonado así: En campo de plata, una fuente de azur, terrasada de sinople. |

|  | El escudo Ýñigo está blasonado así: En campo de azur. Tres calderas de sable, puestas en palo. |

|  | El escudo Ýñigo está blasonado así: Ajedrezado de sable y plata. Linaje de Baztán (Navarra). Las del valle. |

## Lemas
Los Ýñigo como muchas otras familias, ostentan lemas, algunos de destacar son los siguientes:
- Laudemus viros gloriosos et parentes nostros in generatione sua.[6] (latín: Honremos a nuestros gloriosos antepasados y a nuestros padres en su descendencia).
- Potivs mori qvam foedari.[6][7] (latín: Antes morir que mancillar el honor).
- Armas de Ýñigo.[2]